# Mieke Suys
Mieke Suys (Gent, 15 februari 1968), bijgenaamd Mickey, is een Belgisch triatlete. Ze is getrouwd en heeft twee zonen, woont in Gent en is werkzaam als fysiotherapeute.
Sinds 1986 doet ze aan triatlon. In 1995 werd Mieke vijfde op het wereldkampioenschap lange afstand in Nice. Suys deed mee aan de Olympische Zomerspelen van 2000. Ze behaalde haalde de finish echter niet.
Vier jaar later ging het een stuk beter op de Olympische Zomerspelen van Athene. Ze behaalde een 22e plaats in een tijd van 2:09.12,57.
Ze is aangesloten bij Trilok Lokeren/DOK.

## Palmares

### triatlon
- 1994: 8e EK olympische afstand in Eichstätt - 2:09.50
- 1995: 7e EK olympische afstand in Stockholm - 2:04.18
- 1996:  EK olympische afstand in Szombathely - 2:00.47
- 1996: 26e WK olympische afstand in Cleveland - 1:58.01
- 1997: 5e EK olympische afstand in Vuokatti - 2:15.57
- 1997: 9e WK olympische afstand in Perth - 2:02.12
- 1997: 5e WK lange afstand in Nice - 6:35.57
- 1998: 9e WK olympische afstand in Lausanne - 2:10.43
- 1999: 4e EK olympische afstand in Funchal - 2:02.24
- 1999: 10e WK olympische afstand in Montreal - 1:57.27
- 2000: 26e EK olympische afstand in Stein - 2:19.38
- 2000: 17e WK olympische afstand in Perth - 1:56.42
- 2000: DNF Olympische Spelen in Sydney
- 2001: 7e EK olympische afstand in Karlovy Vary - 2:23.00
- 2003: 13e EK olympische afstand in Karlovy Vary - 2:12.57
- 2003: 18e WK olympische afstand in Queenstown - 2:10.50
- 2004: 6e EK olympische afstand in Valencia - 1:59.04
- 2004: 22e Olympische Spelen in Athene - 2:09.12,57
- 2005: 7e EK olympische afstand in Lausanne - 2:10.29
- 2006: 45e WK olympische afstand in Lausanne - 2:13.11